# Hasioka Daiki
Hasioka Daiki (橋岡 大樹) (Szaitama, 1999. május 17. –) japán válogatott labdarúgó, a Slavia Praha játékosa.

## Klub
A labdarúgást az Urava Red Diamonds csapatában kezdte. 74 bajnoki mérkőzésen lépett pályára és 4 gólt szerzett. 2018-ban Császár Kupa címet szerzett. 2021-ben a K Sint-Truidense VV csapatához szerződött. 2025. június 27-én a cseh Slavia Praha csapatába igazolt.

## Nemzeti válogatott
2019-ben debütált a japán válogatottban. A japán válogatottban 2 mérkőzést játszott.

## Statisztika
| Japán válogatott | Japán válogatott | Japán válogatott |
| Időszak          | Mérk.            | gól              |
| ---------------- | ---------------- | ---------------- |
| 2019             | 2                | 0                |
| Összesen         | 2                | 0                |